# Ormánság

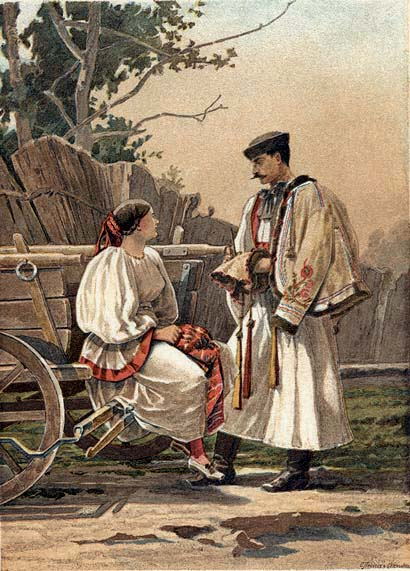
Volksdracht in de Ormánság (19de eeuw)

De Ormánság (ook: Ormányság)  is een landstreek in het zuidwesten van het Hongaarse comitaat Baranya. Het is een vanouds moerassig, maar inmiddels ontgonnen gebied langs de Dráva, dat verder geen natuurlijke grenzen heeft, maar traditioneel begrensd wordt aan de hand van etnografische kenmerken, zoals de klederdracht. Zo worden er 45 dorpen tot de Ormánság gerekend, waarvan het grootste, Sellye, sinds 1997 officieel de status van stad heeft. Sellye is ook de hoofdplaats van het gelijknamige district (járás), waartoe vrijwel de gehele Ormánság behoort.
De vanbinnen met volkskunstmotieven beschilderde protestantse dorpskerken in plaatsjes als Drávaiványi gelden als de voornaamste cultuurhistorische monumenten van de streek. 

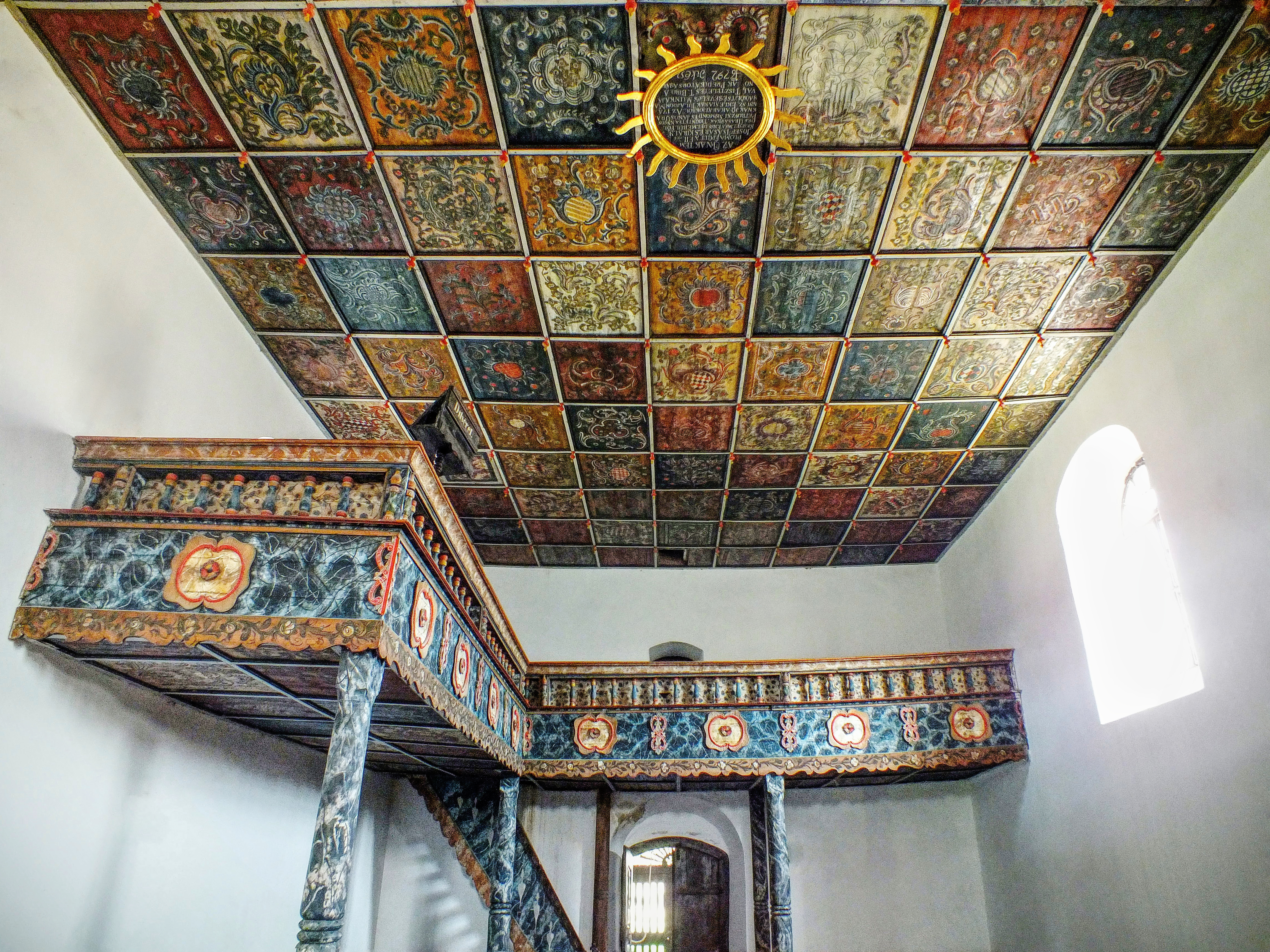
Kerkinterieur in Drávaiványi

De protestantse inwoners van de Ormánság, oorspronkelijk de meerderheid, zijn sinds lang getalsmatig overvleugeld door rooms-katholieken. Sinds de 18de eeuw bevindt zich er een katholieke Kroatische minderheid, die in het plaatsje Drávasztára de absolute meerderheid van de bevolking vormt. Ook telt de streek een grote Roma-minderheid. 